# Archyala opulenta
Archyala opulenta är en fjärilsart som beskrevs av Alfred Philpott 1926. Archyala opulenta ingår i släktet Archyala och familjen äkta malar. Inga underarter finns listade i Catalogue of Life.